# 無限殺戮日
是一部2021年美國反烏托邦動作恐怖片，由埃韋拉多·巴萊里奧·古特執導，詹姆斯·狄莫納哥編劇。該片為「國定殺戮日系列」的第五部作品，同時是2016年電影《國定殺戮日：大選之年》的直接續集。主演包括安娜·狄拉·雷格拉、泰諾克·烏爾塔、利文·藍賓、威爾·派頓和卡西迪·弗里曼。
《無限殺戮日》於2021年7月2日美國上映，由環球影業發行。第六部電影開發中。

## 剧情
2048年，查莉·萝恩担任总统八年后，“美國新建國元勳”（New Founding Fathers of America, NFFA）再次執政，按照原有规则恢复一年一度的殺戮日政策。掌权者成功连任后，种族至上和排外主義蔓延全国，在野党纷纷担心即将进行的屠杀会给国家带来严重伤害，远超建國元勳的预估。胡安和阿德拉夫妇非法越过墨西哥与德克萨斯州接壤的边界，逃离墨西哥大毒枭的威胁，期盼建立新生活。
10月后，胡安给塔克家族农场做农夫，阿德拉则在奥斯汀附近打工。胡安的工作颇受农场主凯莱布赏识，其子迪伦心生妒忌，处处为难胡安，双方产生芥蒂。殺戮日即将到来，凯莱布向员工分发津贴后提前关闭农场，胡安、阿德拉与和同事来到一处偷渡移民避难所，这里四周高墙林立，有武装人员把守。大屠杀伊始，阿德拉目睹自称“大屠杀净化特遣队”（Purge Purification Force）的民族主义集团欲大肆屠戮他们眼中的“非美国人”。不过这群人路过的时候没有表现出敌意，移民社区平安度过了这次屠杀。第二天早上，阿德拉回到工作的地方，却发现很多同事都没来上班，不一会就遭到两名兔子装扮的屠杀者伏击。老板达利乌斯前来相救，与阿德拉配合将他们杀死，但二人被随后到场、不顾实情的警察逮捕。与此同时，胡安发现塔克一家在自家农场被屠杀者绑架，对方由员工柯克带头，扬言要将农场据为己有。凯莱布牺牲自己，以拖延时间让胡安和得以拿起武器与之对战，儿子迪伦、迪伦的孕妻卡西和他的姐姐哈珀被解救。逃脱后，迪伦载着一行人去找阿德拉。此时，押解阿德拉和达利乌斯的警车被大屠杀份子伏击，胡安、与哈珀趁机救走两人。达利乌斯说要留下来找家人，其他人则逃出奥斯汀。
一行人来到加油站，此时新闻报道指出，全美出现暴乱，地方紧急服务陷入瘫痪，他们称这次事件为“永远的大屠杀”（Ever After Purge）。此外，加拿大和墨西哥宣布向未武装的美国人开放边境6小时，之后会永久关闭边境。一行人听到消息，决定从艾爾帕索穿越墨西哥边境。在路上，胡安与迪伦消除误解，随后察觉到一队机车杀戮者的逼近，哈珀向对方举起在加油站拾获的杀戮者旗帜以示“友军”，众人才逃过一劫。他们抵达艾尔帕索，此刻已是一片混乱，建國元勳抨击这场“永远的大屠杀”连他们的政治人物和民意代表都不放过，宣布全国戒严，尽可能压制暴力行为。阿德拉和卡西在艾尔帕索杀出血路，但军队前来镇压，两人被迫与胡安、迪伦和哈珀分开。与此同时，胡安四人被净化特遣队俘虏，对方头目“阿尔法”让迪伦和哈珀杀掉和胡安活命，但被拒绝，被阿尔法的伴侣“母亲”枪杀。此时军方到场，三方混战，胡安在与“母亲”的搏斗中将其杀死，随后一行人趁机逃跑。
在市区，阿德拉和卡西合力对付杀戮者。途中卡西对阿德拉娴熟的枪法表示疑惑，后者透露自己来到美国之前是社区自卫组织的一员，曾接受对付墨西哥大毒枭的专业训练。阿德拉通过辨认墨裔群体在市区角落留下的玫瑰标记来到了安全屋，与胡安一行人成功会合。然而此时，军方的基地被屠杀者摧毁，墨西哥政府应情况恶化，宣布提早关闭边境，让所有尝试过境的人成了屠杀者的活靶子。墨裔群体头领与德州原住民部落酋长齐亚哥取得联系，后者答应以难民的身份，带领大家上山穿越边境。此时包括“阿尔法”在内的净化团体追杀而来，胡安、阿德拉和迪伦自愿留下拖延对方给其他难民争取时间，让哈珀与临盆的卡西先走，齐亚哥也一起协助。双方爆发混战，耗光最后一颗子弹，开始徒手搏斗。随后的战斗中，屠杀者团灭，“阿尔法”劫持了阿德拉。胡安和迪伦前来营救，最终杀掉“阿尔法”，解救阿德拉。向齐亚哥道谢后，三人在墨西哥边境另一侧的难民营找到哈珀和卡西，后者也顺利产下一女。
此刻，自食其果而广受各界诟病的建國元勳，决定派遣军队前往各大城市镇压；现有200多万美国人逃入加拿大和墨西哥避难，被困境内的人民则组织起来抗击杀戮者。

## 演員
- 安娜·狄拉·雷格拉飾演阿德拉（Adela）
- 泰諾克·烏爾塔飾演胡安（Juan）
- 喬許·盧卡斯飾演迪倫·塔克（Dylan Tucker）
- 卡西迪·弗里曼飾演艾瑪·凱特·塔克（Emma Kate Tucker）
- 利文·藍賓（英语：Leven Rambin）飾演哈柏·塔克（Harper Tucker）
- 亞歷亨德羅·艾達（英语：Alejandro Edda）飾演
- 威爾·派頓（英语：Will Patton）飾演凱萊布·塔克（Caleb Tucker）
- 塞米·羅提比（英语：Sammi Rotibi）飾演達瑞斯·布萊恩特（Darius Bryant）
- 威爾·布里坦（英语：Will Brittain）飾演柯克（Kirk）
- 扎恩·麥克拉農飾演奇亞哥（Chiago）
- 維若妮卡·法肯（英语：Verónica Falcón）飾演莉迪亞（Lydia）
- 傑佛瑞·當布斯（Jeffrey Doornbos）飾演伊利亞·「阿爾法」·哈丁（Elijah "Alpha" Hardin）
- 蘇西·阿布羅邁特（Susie Abromeit）飾演「母親」哈丁夫人（Mother Hardin）
- 辛蒂·羅賓森（英语：Cindy Robinson）飾演殺戮日廣播的聲音

## 製作
2018年10月，「國定殺戮日系列」的創作人詹姆斯·狄莫納哥表示，他可能會編寫另一部電影的劇本，並認為這將是該系列「非常酷的結局」。2019年5月，環球影業宣佈開發未命名的第五部《國定殺戮日》電影。該片由狄莫納哥編劇，並與賽巴斯汀·K·樂梅西耶共同擔任製片人。傑森·布倫、麥可·貝、布萊德·富勒和安德魯·佛姆亦是製片人之一。2019年8月，宣佈由埃維拉多·古特執導電影。2020年4月，宣佈該片的正式片名為《The Forever Purge》。

### 選角
2019年10月，宣佈安娜·狄拉·雷格拉加盟劇組。2019年11月，泰諾克·烏爾塔加盟並飾演男主角。同月底，宣佈威爾·派頓和卡西迪·弗里曼加盟劇組。2020年1月，據報導利文·藍賓加盟劇組。

### 拍攝
2019年7月，宣佈電影將在加利福尼亞州進行拍攝，並獲得了加利福尼亞電影委員會近650萬美元的稅收抵免，為該系列中繼《國定殺戮日：無法無天》後第二部獲得加利福尼亞稅收抵免的電影。製作定於2019年11月開始，並在聖地牙哥郡進行25天的拍攝。11月10日至11日在波莫納進行拍攝。拍攝工作於2020年2月殺青。

## 發行
《無限殺戮日》由環球影業定於2021年7月2日在美國上映，并于2021年5月12日释出正式预告片。此前，上映日期曾定於2020年7月10日及2021年7月9日。本片因“强烈的暴力血腥场面且充斥不雅语言”被美國電影協會評為「R級」。

### 評價
爛番茄根據128條評論，持有48%的新鮮度，均分5.40／10，觀眾投票则獲得78%的分數，平均得分為4／5。網站上根據29條評論，本片獲得54分，屬「好壞參半的評價」。根據CinemaScore調查，觀眾的反應在A+至F間落於「B–」，而PostTrak則指出，觀眾給出了72%的正面評分，給予「推薦」的觀眾占53%。

## 備註
1. ↑  依照電影上映次序。